# Över mörka vatten
Över mörka vatten (finska: Tumman veden päällä) är en finländsk film från 2013 regisserad av Peter Franzén, baserad på Franzéns självbiografiska bok Tumman veden päällä. Franzén har även skrivit filmmanuset och i huvudrollerna syns Samuli Edelmann, Matleena Kuusniemi och Olavi Angervo.
Filmen hade premiär i Finland den 6 september 2013.

## Rollista
- Olavi Angervo – Pete
- Samuli Edelmann – Petes far
- Matleena Kuusniemi – mamma
- Milja Tuunainen – Suvi
- Ismo Kallio – farfar
- Marja Packalén – mormor
- Peter Franzén – Kake
- Mio Hamari – Pekka
- Tommi Raitolehto – Teukka
- Mari Perankoski – Taina
- Elina Knihtilä  – Liisa, Pekas mamma
- Jonna Järnefelt – lärare
- Janne Kinnunen – kusin Erkki
- Vieno Saaristo – lakritsmormor
- Markku Köngäs – predikant
- Ellen Tervaharju – Saara
- Pauli Räisänen – Mika, Tainas son
- Meri Myllykoski – flickan vid brunnen

## Produktion
Filmen spelades in i Keminmaa, Kemi och Torneå sensommaren 2012 och tidigt 2013.